# Niklas Bachlinger
Niklas Bachlinger (* 22. Dezember 2001 in Dornbirn) ist ein österreichischer Skispringer, der für den Vorarlberger Verein WSV Schoppernau springt. 

## Werdegang
Im Alter von acht Jahren nahm Niklas Bachlinger im Bregenzerwald an Wäldercupspringen teil. Er wurde in den Kader des Schiclubs Bregenzerwald aufgenommen und war ab 2012 Mitglied des Schülerkaders des Vorarlberger Skiverbandes.
Er besuchte das Bundesoberstufenrealgymnasium (BORG) in Egg und wechselte von dort aus sportlichen Gründen auf die Internatsschule für SchisportlerInnen in Stams.
In der Saison 2018/19 gehörte Niklas Bachlinger zum österreichischen C-Kader, in der Saison 2020/21 zum B-Kader.
Im Februar 2018 kam er zum ersten Mal im Skisprung-Alpencup zum Einsatz. Bei seinem ersten FIS Cup am 23. Februar 2019 in der Villacher Alpenarena sprang er direkt mit dem 20. Platz in die Punkte. Nachdem er das Alpencup-Sommerspringen am 13. September 2020 in Berchtesgaden gewinnen konnte und beim FIS-Cup-Wochenende am 12. und 13. Dezember 2020 in Kandersteg beide Springen gewann, durfte er am darauf folgenden Wochenende im Skisprung-Continental-Cup springen. Bei den drei Wettbewerben in Ruka am 18. und 19. Dezember 2020 wurde er 16., 15. und 11. Seine ersten Podiumsplätze im Continental-Cup ersprang er am 16. Jänner 2021 in Innsbruck mit dem 3. und dem 2. Platz.
Beim Weltcup-Springen im finnischen Lahti am Wochenende vom 23. und 24. Jänner 2021 gab Niklas Bachlinger sein Debüt im österreichischen Kader zum Skisprung-Weltcup. Am 31. August 2024 gewann er den Sommer-FIS Cup auf der Slakiten-Schanze in Szczyrk.
Bei der 54. Nordischen Junioren-Skiweltmeisterschaft im Februar 2021 auf der Salpausselkä-Schanze in Lahti erhielt er eine Goldmedaille im Einzelspringen von der Normalschanze. Am Tag darauf gewann er auch Gold im Team, gemeinsam mit David Haagen, Daniel Tschofenig und Elias Medwed.
Am 10. August 2025 gewann er auf der Tremplin du Praz in Courchevel sein erstes Sommer-Grand-Prix-Springen, nachdem er die Qualifikation gewonnen und dort zwei Tage vorher den vierten Platz belegt hatte.

## Siege

### Grand-Prix-Siege im Einzel
| Nr. | Datum           | Ort        | Typ         |
| --- | --------------- | ---------- | ----------- |
| 01. | 10. August 2025 | Courchevel | Großschanze |
| 02. | 17. August 2025 | Wisła      | Großschanze |

## Statistik

### Continental-Cup-Platzierungen
| Saison  | Platz | Punkte |
| ------- | ----- | ------ |
| 2020/21 | 24.   | 0235   |
| 2021/22 | 84.   | 0050   |
| 2022/23 | 64.   | 0066   |

### FIS-Cup-Platzierungen
| Saison  | Platz | Punkte |
| ------- | ----- | ------ |
| 2018/19 | 132.  | 011    |
| 2019/20 | 053.  | 090    |
| 2020/21 | 008.  | 232    |
| 2021/22 | 034.  | 138    |
| 2022/23 | 003.  | 593    |
| 2023/24 | 006.  | 437    |